# Jari (Rio Grande do Sul)
Jari, amtlich portugiesisch Município de Jari , ist eine Gemeinde im Westen des brasilianischen Bundesstaates Rio Grande do Sul. Die Bevölkerungszahl wurde zum 1. Juli 2019 auf 3503 Einwohner geschätzt, die auf einem zur Einwohnerzahl großen Gemeindegebiet von rund 856,4 km² leben und Jarienser (jarienses) genannt werden. Sie steht an 334. Stelle der 497 Munizips des Bundesstaates.
Der Ortsname entstammt der Tupi-Sprache und bedeutet in etwa „kleiner Bach“. Die Gemeinde war früher ein Distrikt von São Pedro do Sul, in dem sich Deutsch-, Polnisch-, Russisch- und einige Italienischstämmige angesiedelt hatten.